# Thoracochaeta miranda
Thoracochaeta miranda är en tvåvingeart som beskrevs av Rohacek och Marshall 2000. Thoracochaeta miranda ingår i släktet Thoracochaeta och familjen hoppflugor. Inga underarter finns listade i Catalogue of Life.